# Rajz Attila
Rajz Attila (Csíkszereda, 1976. március 16. – Dunaújváros, 2014. november 16.) válogatott magyar jégkorongozó, balszélső, edző; az Alba Volán SC korábbi játékosa. Rajz Tamás jégkorongozó öccse.

## Élete és pályafutása
1991-ben igazolt az Alba Volán SC csapatához testvérével, a kapus poszton játszó Rajz Tamással. Az 1991–1992-es szezonban a serdülő bajnokság mérkőzésein játszott, 1992 és 1994 között pedig az ifjúsági bajnokságon vett részt a csapattal. 1994 és 2009 között a felnőttcsapat tagja volt, több alkalommal nyert országos bajnokságot. 2009-ben a Ferencvárosi TC játékosa lett, ahonnan 2010 tavaszán vonult vissza. A válogatott tagjaként két ifjúsági, egy junior és három felnőtt világbajnokságon képviselte Magyarországot.
Visszavonulását követően edzőként dolgozott, emellett hobbiból az inline-bajnokság mérkőzésein játszott. 2014. november 16-án Dunaújvárosban egy másodosztályú jégkorongtornán lábfájásra panaszkodott, majd a cserepadon röviddel a mérkőzés vége előtt rosszul lett, és az azonnali orvosi ellátás ellenére harmincnyolc éves korában elhunyt.

## Emlékezete
- Rajz Attila jégpálya Kiskőrösön (2015)[6]